# الشاقة (أحور)

تعديل مصدري - تعديل

الشاقه هي إحدى قرى عزلة أحور بمديرية أحور التابعة لمحافظة أبين، بلغ تعداد سكانها 255 نسمة حسب تعداد اليمن لعام 2004.